# Ditrema jordani
Ditrema jordani är en fiskart som beskrevs av Franz, 1910. Ditrema jordani ingår i släktet Ditrema och familjen Embiotocidae. Inga underarter finns listade i Catalogue of Life.